# Зимовий кубок Вищої ліги 2015
Зимовий кубок Вищої ліги 2015 — 3-й розіграш кубку. Команди були розділені на дві групи по 5 команди. Переможцем вдруге став Сконто.

## Груповий етап

### Група А
| М  | Команда                | І | В | Н | П | МЗ | МП | РМ  | О |
| -- | ---------------------- | - | - | - | - | -- | -- | --- | - |
| 1. | Сконто                 | 3 | 3 | 0 | 0 | 16 | 1  | +15 | 9 |
| 2. | Вентспілс*             | 3 | 2 | 0 | 1 | 7  | 6  | +1  | 6 |
| 3. | БФК Даугавпілс         | 3 | 1 | 0 | 2 | 3  | 10 | −7  | 3 |
| 4. | МЕТТА/Латвійський ун-т | 3 | 0 | 0 | 3 | 4  | 13 | −9  | 0 |
| 5. | Даугава (Рига)*        | 0 | 0 | 0 | 0 | 0  | 0  | 0   | 0 |

Примітки.
1. Вентспілс зайняв 2 місце, але відмовився від подальшої участі у турнірі через поїздку на пересезонні збори до Туреччини.
2. Після першого туру організаційний комітет одноголосно ухвалив рішення виключити клуб Даугава (Рига) з турніру.
Результати
| Команда                | ДАС | СКО | ВЕН | МЕТ | ДАР |
| ---------------------- | --- | --- | --- | --- | --- |
| БФК Даугавпілс         |     |     | 0:2 |     |     |
| Сконто                 | 6:0 |     |     |     | 2:0 |
| Вентспілс              |     | 0:5 |     |     |     |
| МЕТТА/Латвійський ун-т | 2:3 | 1:5 | 1:5 |     |     |
| Даугава (Рига)         |     |     |     |     |     |

### Група В
| М  | Команда        | І | В | Н | П | МЗ | МП | РМ  | О  |
| -- | -------------- | - | - | - | - | -- | -- | --- | -- |
| 1. | Лієпая         | 4 | 3 | 1 | 0 | 18 | 3  | +15 | 10 |
| 2. | Єлгава         | 4 | 2 | 2 | 0 | 13 | 7  | +6  | 8  |
| 3. | Валмієра Гласс | 4 | 1 | 1 | 2 | 7  | 10 | −3  | 4  |
| 4. | Гулбене        | 4 | 1 | 0 | 3 | 9  | 16 | −7  | 3  |
| 5. | ДЮСШ Резекне   | 4 | 1 | 0 | 3 | 6  | 17 | −11 | 3  |

Результати
| Команда        | ЄГЛ | ЛІЄ | ВАЛ | ГУЛ | РЕЗ |
| -------------- | --- | --- | --- | --- | --- |
| Єлгава         |     |     | 3:3 | 4:2 | 5:1 |
| Лієпая         | 1:1 |     | 4:1 |     |     |
| Валмієра Гласс |     |     |     |     | 0:2 |
| Гулбене        |     | 1:6 | 1:3 |     |     |
| ДЮСШ Резекне   |     | 0:7 |     | 3:5 |     |

## Втішний етап

### Матчі за 7 та 9 місце
Матч за 9-е місце був відмінений після дискваліфікації з турніру клубу Даугава (Рига). Після відмови клубу Вентспілс від подальшої участі у турнірі через поїздку на передсезонні збори матч за 7-е місце був також відмінений.
Таким чином 7-е місце було присвоєно Гулбене, 8-е місце - ДЮСШ Резекне, 9-е місце - Вентспілс, 10-е місце - Даугава (Рига).

### Матч за 5 місце
| Команда 1              | Рахунок      | Команда 2      |
| ---------------------- | ------------ | -------------- |
| 24 лютого 2015         |              |                |
| МЕТТА/Латвійський ун-т | 1:1 пен. 4:1 | Валмієра Гласс |

## Основний етап

### Матч за 3 місце
| Команда 1      | Рахунок | Команда 2 |
| -------------- | ------- | --------- |
| 25 лютого 2015 |         |           |
| БФК Даугавпілс | 0:3     | Єлгава    |

### Фінал
| Команда 1      | Рахунок | Команда 2 |
| -------------- | ------- | --------- |
| 26 лютого 2015 |         |           |
| Сконто         | 3:1     | Лієпая    |